# 物理访问
物理访问（英語：Physical access）是计算机安全领域的一个术语，指人员在物理层面上访问（接触）计算机系统本体的能力。

## 攻击与对策

### 攻击
物理访问为黑客行动开辟了多种途径。 Michael Meyers指出，“如果你未对你的系统进行物理防护，最好的网络软件安全措施都可能毫无用处”，入侵者可以轻松带走服务器有充沛的时间破解密码。 物理访问也使安装硬件键盘记录器成为可能。入侵者亦可能使用外部存储器启动系统，然后读取硬盘上的未加密数据。缺乏访问控制的引导加载程序也可能成为安全隐患。黑客甚至可以用设备访问安全性欠佳的无线网络，假如信号足够强，甚至可能无需突破外围安保。

### 对策
美国的IT安全标准通常要求物理访问受到上锁的服务器机房、访客名单等限制。对系统的物理访问（安保）与IT的安全系统（反黑客）历来由组织中的不同部门管理，但职责重合度的增长将需要一个统一、融合的安全策略。例如，IT部门可能检查安全日志记录以查找在营业时间后发生的可疑登录，然后通过建筑物门禁系统中的刷卡记录缩小嫌疑人名单。监控摄像头也可用于阻止或检测未经授权的访问。